# Tideland - Il mondo capovolto
Tideland - Il mondo capovolto (Tideland) è un film del 2005 diretto da Terry Gilliam, tratto dal romanzo omonimo di Mitch Cullin.

## Trama
(Jeliza-Rose)
Alla morte di sua madre per overdose, l'undicenne Jeliza-Rose lascia la casa di Los Angeles insieme al padre Noah, un ex musicista rock fallito, anche lui tossicodipendente, per trasferirsi in una località sperduta in Texas, nella vecchia casa paterna. Quando anche Noah muore, la ragazzina resta sola e si rifugia in un mondo fantastico in cui gli scoiattoli parlano, teste di bambole danno consigli e feroci squali infestano una ferrovia abbandonata. Ad accompagnarla nelle sue mirabolanti avventure arriveranno anche due strambi vicini di casa: l'enigmatica Dell e suo fratello Dickens.

## Produzione e distribuzione
È stato girato nella regione canadese del Saskatchewan nell'autunno e inverno del 2004. È stato presentato nel settembre del 2005 al Toronto International Film Festival dove ha ricevuto critiche discordanti. Nelle sale statunitensi nell'ottobre 2006, mentre nelle sale italiane nell'ottobre 2007 con due anni di ritardo in pochissime copie.

## Riconoscimenti
- Festival internazionale del cinema di San Sebastián
  - Premio FIPRESCI
- Candidato al Golden Trailer Awards 2006 Miglior trailer straniero originale
- Candidato al Nastro d'argento 2008 alla miglior fotografia.